# Cinecolor

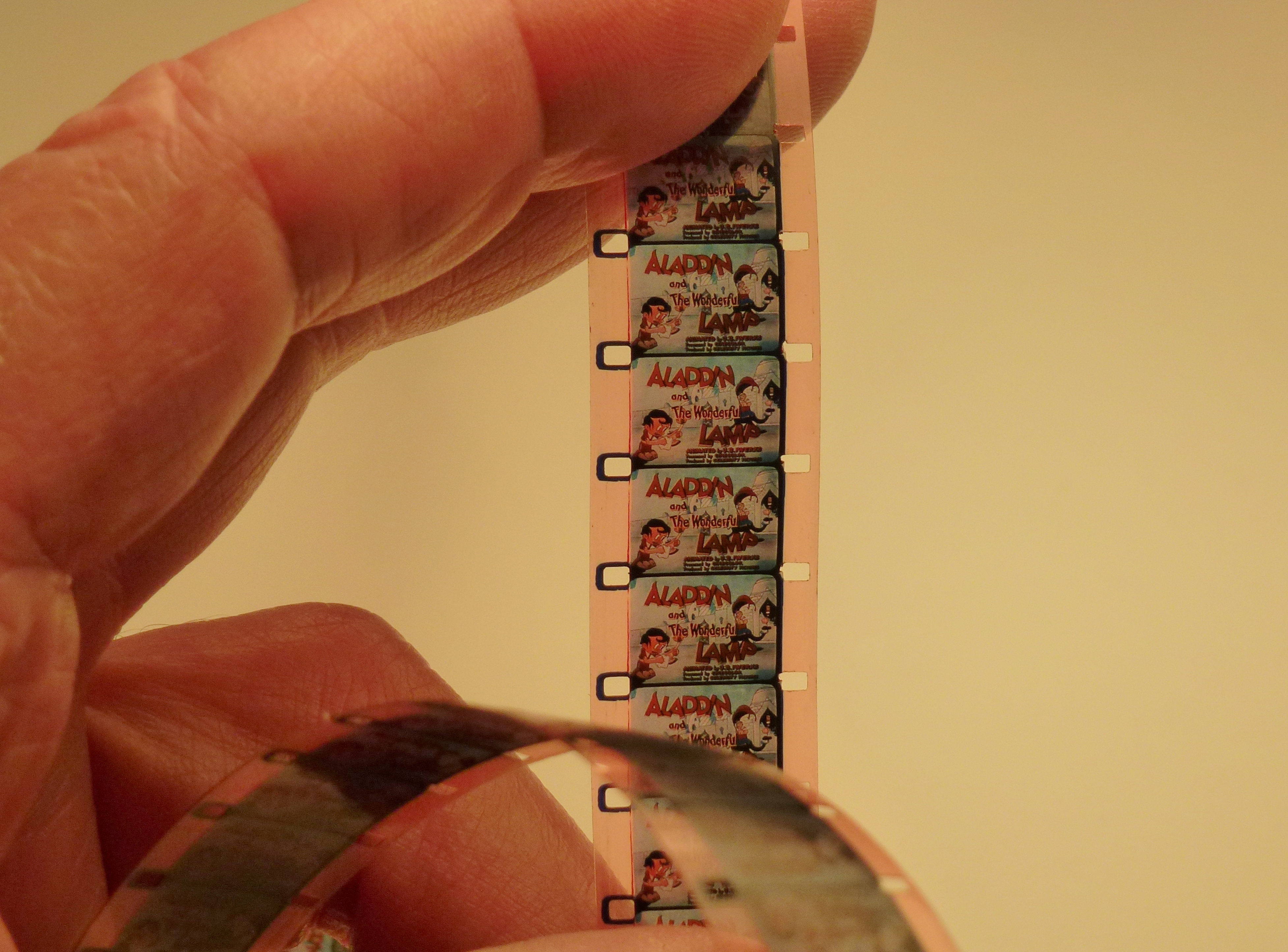
En 16mm färgfilm av Ub Iwerks i Cinecolor.

Cinecolor var ett tidigt system med subtraktiv färgblandning för färgfilm som byggde på två primärfärger. Systemet utvecklades i USA av  Cinecolor, Inc. och var i bruk mellan 1932 och 1955.

## Arbetsmetoden
En filmkamera laddades med två på varandra liggande filmer. Man använde en  blå- och grönkänslig ortokromatisk film och en för samtliga färger känslig pankromatisk film. När filmen framkalldes var den fortfarande i svart-vitt. Först genom en komplicerad kemisk process kunde fler färger framställas. Färgåtergivningen blev dock inte särskild verklighetstrogen. Exempelvis avbildades gult som ljust röd-orange och grön blev till grå medan blå visades som grön-blå och violetta färgtoner avbildades svart.  För att kompenserera dessa färgfel var man tvungen att använda kostymer och rekvisita med färger som resulterade i de önskade slutliga nyanserna. Inte heller det optiska ljudspåret som avbildades i blå-grönt hade samma kvalitet som det konkurrerande Technicolor-systemet.

## Användning
Från 1932 till 1940 användes Cinecolor  enbart för korta filmscener och främst av de mindre filmstudios. Den första långfilmen i Cinecolor var The Gentleman från Arizona från 1939. Den första svenska färgfilmen, Klockorna i Gamla stan spelades in 1946 i Cinecolor  av Europafilm. 
Förutom för filmformatet 35 mm användes Cinecolor även på 16 mm och 8 mm material ofta för animerad film, exempelvis av Ub Iwerks, som på 1930-talet konkurrerade med Walt Disney Productions.

## Slutet för Cinecolor
År 1948 introducerade Cinecolor sin trefärgsprocess under namnet SuperCineColor. Materialet användes inte förrän 1951 och några filmer inspelades fram till 1954, bland dem Invaders From Mars (1953). Mellan 1950 och 1954 gick Cinecolor med förlust. 1954 upphörde bolaget och deras tillgångar förvärvades av Technicolor.